# Arcidiecéze Catanzaro-Squillace
Arcidiecéze Catanzaro-Squillace (latinsky Archidioecesis Catacensis-Squillacensis) je římskokatolická metropolitní arcidiecéze v italské Kalábrii, která tvoří součást Církevní oblasti Kalábrie. V jejím čele stojí arcibiskup Vincenzo Bertolone, jmenovaný papežem Benediktem XVI. v roce 2011.

## Stručná historie
Diecéze v Squillace vznikla podle tradice již v 1. století, i když historicky je první biskup doložen až v roce 465. Jde o jednu z nejstarších diecézí v jižní Itálii. Diecéze v Catanzaru z ní byla vyčleněna v roce 1121, roku 1927 byla povýšena na nemetropolitní arcidiecézi. Ve stejném roce se arcibiskup v Catanzaru stal i biskupem ve Squillace, ale plně byly obě diecéze spojeny až v roce 1986. Roku 2001 se arcidiecéze Catanzaro-Squillace stala metropolitní.